# Паянг-Гомпа
Паянг-Гомпа — буддийский монастырь расположенный в 15-16 км западнее Лех в Ладакхе, северная Индия. Он был основан в 1515 году.

## История
Есть несколько историй, разнящихся относительно основания гомпы.
«Место, где сейчас стоит монастырь когда-то было частью многочисленных владений монашества, предположительно, с Дхармараджи Джамьянг Намгьяле до Чосдже Дамма Кунга. Холм Паянг стал местом где основали монастырь, называемый Таши Чозонг, основанный в 1515. Когда в монастыре образовалась монашеская община Дригунг распространился в Ладакхе.»

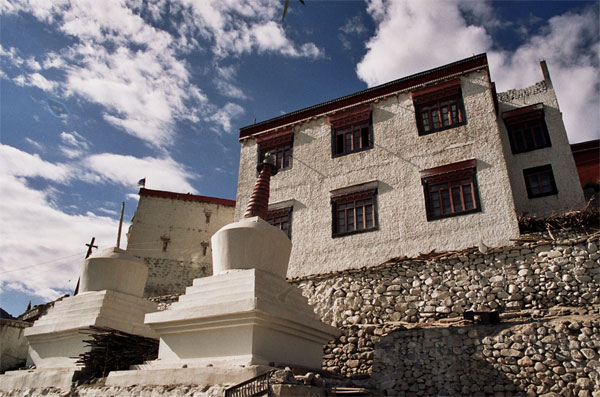

В других источниках говорится о Таши Намгьяле, основавшим монастырь в третьей четверти XVI века. В ладакхских хрониках относительно этого периода присутствует путаница в датах, то ли по ошибке переписчиков, то ли по политическим причинам, когда некоторые события решили стереть из памяти.

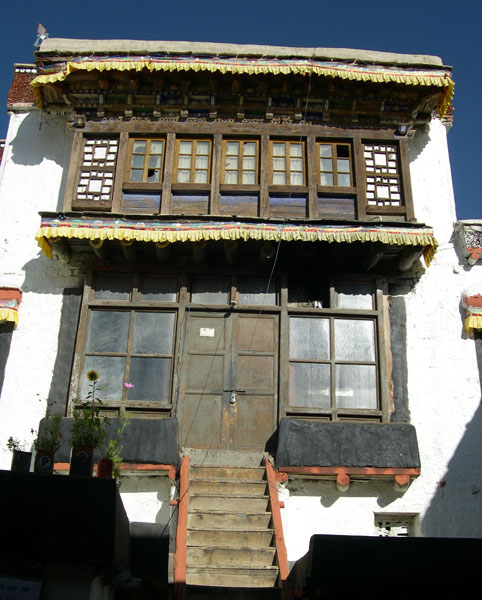

Этот монастырь один из двух принадлежащих школе Дрикунг Кагью, dri gung pa, одной из восьми школ происходящих Пхакмадрупа Дордже Гьелпо (1110—1170 нэ).
После постройки монастыря, в нём стал учить дрикунгпинский наставник Скьёба Джигстен Гонбо. Сейчас наставник Апчи Чоски Долма и тулку Скябдже Толдан Ринпоче — настоятель.
В 1975 был проведён капитальный ремонт, заменены лестницы, выкрашены стены. Недавно веранда перед дукхангом (Зал собраний) была расписана изображениями Стражей Четырёх Направлений

## Описание

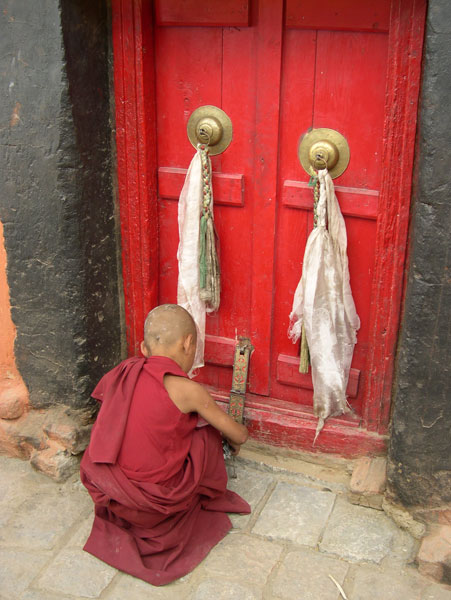

Есть несколько важных святилищ в монастыре, фрески датируются временами ладакхской монархии, есть великолепная коллекция статуй, в том числе небольшие бронзовые статуэтки из Кашмира 14 века, тханки, Китайское, Тибетское и Монгольское огнестрельное и холодное оружие. В монастыре есть библиотека, в том числе, Тибетский канон. В Дукханге по центру алтаря стоит Амитабха, слева Авалокитешвара (в тысячерукой форме), справа Тилопа (основатель Кагью) и Майтрейя. Шакьямуни стоит сзади и слева, далее Вайрочана и Майтрейя. На стенах изображён Ваджрадхара, Дхьяни-Будды и 1000 Будд создают им фон.
Между колонн весит огромная свёрнутая тханка. Примерно в августе, на празднике её снимают и вешают на стену монастыря, оказывается её размер в четыре этажа, на ней изображены основные покровители гомпы.
Слева от дукханга есть «гонгханг» — храм Махакала. Статуи Махакалы и его проявлений покрыты чёрной тканью и открываются только во время праздников. Здесь также хранятся броня, щиты и шлемы собранные царём ладакха у разбитых им монголов и отданные монастырю, а монахи посвятили оружие гневному защитнику. Помимо многочисленных фресок махакалы, его свиты и проявлений, в храме изображены Шакьямуни, Тилопа, Наропа, Марпа, Миларепа.
Новый дукханг (зал собраний), построен предыдущим 31-м настоятелем Дамчо Гьюрме (dam chos gyur med). Его веранда была расписана изображениями Четырёх хранителей Сторон Света. В центре Зала установлен трон настоятеля. Справа четырёхрукий Авалокитешвара и фрески лам кагью. Слева изображены три ламы, центральный — Кундак Драгпа (kun dga grags pa). В зале хранятся кашмирские статуи. На стенах изображён поучающий и благословляющий Шакьямуни. Над входом — божества-защитники. В правой стороне зала два Чортена с полудрагоценными камнями, в одном прах Дамчо Гьюрме — предыдущего ринпоче и строителя этого храма. Под потолком изображены защитники. Напротив входа: Джиктен Гонпо (jig sten gon po) в окружении кагьюпинских лам.
Гангнгон Цедуб — праздник, проводимый ежегодно с 17 по 19 день первого месяца Тибетского календаря. Во второй и третий день шестого месяца тибетского календаря в гомпе проходят священные танцы.